# Município de Springfield (condado de Gallia, Ohio)
O município de Springfield (em inglês: Springfield Township) é um município localizado no condado de Gallia no estado estadounidense de Ohio. No ano de 2010 tinha uma população de 3.664 habitantes e uma densidade populacional de 38,37 pessoas por km².

## Geografia
O município de Springfield encontra-se localizado nas coordenadas 38° 53′ 35″ N, 82° 17′ 06″ O. Segundo a Departamento do Censo dos Estados Unidos, o município tem uma superfície total de 95.48 km², da qual 95,05 km² correspondem a terra firme e (0,44 %) 0,42 km² é água.

## Demografia
Segundo o censo de 2010, tinha 3.664 habitantes residindo no município de Springfield. A densidade populacional era de 38,37 hab./km². Dos 3.664 habitantes, o município de Springfield estava composto pelo 91,81 % brancos, o 5,7 % eram afroamericanos, o 0,3 % eram amerindios, o 0,14 % eram asiáticos, o 0,14 % eram de outras raças e o 1,91 % eram de uma mistura de raças. Do total da população o 0,79 % eram hispanos ou latinos de qualquer raça.